# 이타우 우니방코
이타우 우니방코(포르투갈어: Itaú Unibanco)는 브라질의 은행이다.

### 로고 변천사

2003년-2023년
2023년-현재